# Apel·las (escultor)
Apel·las (grec antic: Ἀπελλᾶς, llatí: Apellas) fou un escultor que va fer estàtues de bronze de dones en actitud orant, segons que diu Plini el vell.
Va fer l'estàtua de Cinisca, germana d'Agesilau, rei d'Esparta, que va guanyar una cursa de carros als Jocs Olímpics. Cinisca va morir el 362 aC, però segurament vivia vers el 400 aC, moment en què es podria situar la victòria de Cinisca i l'època de l'escultor. El seu nom indicava un origen dòric.